# Family (banda)
Family foi uma banda britânica de rock progressivo formada por Roger Chapman no vocal, John "Charlie" Whitney na guitarra, Jim King no saxofone, harmônica e vocal, Ric Grech no baixo, violino e vocal e Rob Townsend na bateria. Apesar de nunca terem feito sucesso nos Estados Unidos, a banda foi bem sucedida em sua terra natal.

## História
O Family foi formado em 1966 em Leicester, Inglaterra, apesar da base da banda já ter sido formada desde 1962 com a banda The Farinas e posteriormente The Roaring Sixties. A formação original dos Farinas incluíam o guitarrista Charlie Whitney, Tim Kirchin no baixo, Harry Ovenall na bateria e Jim King no vocal. Ric Grech substituiu Kirchin no baixo em 1965 e Roger Chapman entrou na banda na mesma época no vocal. O produtor musical estadunidense Kim Fowley sugeriu que a banda mudasse seu nome para The Family baseado em seu visual ao estilo da máfia, que eles logo abandonaram em favor de uma imagem mais hippie e boêmia. Logo após tornarem-se The Family, o baterista Harry Overnall deixou a banda, sendo substituído por Rob Townsend.
O primeiro single da banda Scene Through The Eye Of A Lens/Gypsy Woman foi lançado pela gravadora Liberty no final de 1967. Apesar da resposta positiva da crítica, não foi bem sucedido nas rádios, principalmente devido a sua natureza complexa e não comercial. O primeiro álbum Music in a Doll's House foi finalmente lançado em julho de 1968, produzido pelo ex-membro do Traffic Dave Mason. Ele também contribuiu com uma composição no álbum Never Like This, a única canção do Family não escrita por um integrante. Music in a Doll's House entrou nas paradas do Reino Unido, e recebeu resultados positivos tanto da crítica quanto do público geral. O som desse álbum era baseado nos vocais únicos de Roger Chapman, no violino clássico de Rick Grech e do trabalho ao estilo jazz de Jim King, que apesar de bastante psicodélico, soava muito mais sofisticado e maduro que muitos outros álbuns do gênero. Alguns criticaram o álbum por ser restringido em comparação às suas apresentações ao vivo, que ganharam culto em sua terra natal. O álbum sucessor Family Entertainment (1969) diminuiu o psicodelismo em relação aos anteriores, apesar de ser igualmente eclético e complexo, contendo inclusive o primeiro hit da banda, The Weaver's Answer.
Com o sucesso no Reino Unido dos primeiros dois álbuns, decidiram tentar novos horizontes nos Estados Unidos, apesar de terem enfrentado vários obstáculos que os impediram de uma carreira bem sucedida na América. Antes de sua turnê de 1969 pelos Estados Unidos, Rick Grech, cujo violino era parte integral do som do Family, deixou inesperadamente a banda, para reunir-se com Steve Winwood, Eric Clapton e Ginger Baker no supergrupo Blind Faith. Foi substituído pelo ex-baixista do The Animals John Weider. A primeira explosão da carreira do Family nos Estados Unidos envolveu seu primeiro concerto no Fillmore East, dividindo palco com Ten Years After e The Nice, no qual Chapman, durante sua rotina de loucuras no palco, perdeu controle e quase decapitou Graham. O fato quase tirou a banda das receitas em Fillmore. Apesar das diferenças, o Family e Graham fizeram às pazes, mas a reputação da banda nos Estados Unidos nunca foi recuperada após o incidente. Após a turnê Jim King foi substituído na banda pelo multi instrumentista John "Poli" Palmer no teclado, flauta e violino.
Com o lançamento de 1970 A Song For Me, desenvolveram um som mais agressivo, dominado pelas linhas de guitarra de Whitney e pelo trabalho de Palmer no teclado e vibrafone. A nova formação e som os levaram a mais festivais de rock pela Europa, incluindo o Isle Of Wight Music Festival em 1970 e o Holland's Kralingen Festival. Ambas as apresentações foram documentadas pelos filmes Message To Love e Stomping Ground. O próximo álbum Anyway continha um lado de apresentações ao vivo e novo material no Fairfield Hall em Croydon, Inglaterra, assim como um lado de novas gravações de estúdio. Em 1971 Weider deixou a banda para juntar-se ao Stud, sendo substituído pelo ex-baixista do Mogul Thrash John Wetton. Assim como Grech na formação original do Family, Wetton também compartilhava o vocal com Chapman. Tal formação gravou dois álbum, Fearless em 1971 e Bandstand no ano seguinte, tendo sido ambos bem sucedidos tanto no Reino Unido quanto nos Estados Unidos.
Em meados de 1972 Wetton deixou o Family para juntar-se a então recém reformulada King Crimson, tendo sido substituído pelo baixista Jim Cregan. No final do mesmo ano Poli Palmer também deixou a banda, sendo substituído pelo tecladista Tony Ashton, previamente em Ashton, Gardner and Dyke. Em 1973 lançaram It's Only A Movie, seu último álbum. O último concerto foi no Leicester Polytechnic em 13 de outubro de 1973. Roger Chapman e Charlie Whitney continuaram a gravar com o nome de Streetwalkers, que ainda incluía o ex-vocalista do Jeff Beck Bob Tench.

## Discografia

### Álbuns
- Music in a Doll's House (Reprise, 1968)
- Family Entertainment (Reprise, 1969)
- A Song For Me (Reprise, 1970)
- Anyway (Reprise, 1970)
- Fearless (Reprise, 1971)
- Bandstand (Reprise, 1972)
- It's Only A Movie (Raft, 1973)
- Peel Sessions (Strange Fruit, 1989)
- BBC Radio 1 In Concert (Windsong, 1991)
- Family Live (Mystic Records, 2003)
- BBC Volume 1: 1968-1969 (Hux, 2004)
- BBC Volume 2: 1970-1973 (Hux, 2004)

Todos os álbuns após Song For Me foram lançados nos Estados Unidos pela United Artists Records.

### Singles
- Scene Through The Eye Of A Lens/Gypsy Woman (Liberty, 1967)
- Me My Friend/Hey Mr. Policeman (Reprise, 1968)
- Second Generation Woman/Hometown (Reprise, 1968)
- No Mules Fool/Friend Of Mine (Reprise, 1969)
- Today/Song For Lots (Reprise, 1970)
- Strange Band/The Weaver's Answer/Hung Up Down (Reprise, 1970)
- In My Own Time/Seasons (Reprise, 1971)
- Burlesque/The Rockin' R's (Reprise, 1972)
- My Friend In The Sun/Glove (Reprise, 1973)
- Boom Bang/Sweet Desiree (Raft, 1973)

O single In My Own Time foi incluído na versão estadunidense de Anyway.

### Compilações
- Old Songs, New Songs (Reprise, 1971)
- Best Of Family (Reprise, 1974)
- From The Archives (Teldec, 1980)
- Best Of Family (Castle Communications, 1990)
- A's & B's (Castle Communications, 1992)
- A Family Selection (Castle Communications, 2000)

## Integrantes

### Músicos
- Roger Chapman - vocal, harmônica, saxofone e percussão
- John "Charlie" Whitney - guitarra, cítara e teclado
- Jim King - saxofone, harmônica, piano e vocal (1967-1969)
- Ric Grech - baixo, violino, violoncelo e vocal (1967-1969)
- Harry Overnall - bateria e percussão (1967)
- Rob Townsend - bateria e percussão (1967-1973)
- John Weider - baixo, guitarra e violino (1969-1971)
- John "Poli" Palmer - teclado, flauta e vibrafone (1969-1972)
- John Wetton - baixo, guitarra e vocal (1971-1972)
- Jim Cregan - baixo e guitarra (1972-1973)
- Tony Ashton - teclado, acordeão, mellotron e vocal (1973)

### Músicos convidados
- Dave Mason - teclado, baixo e guitarra (em Music In A Dolls House)
- Nicky Hopkins - teclado (em Family Entertainment)

### Produtores
- John Gilbert - Music In A Dolls House (1968) e Family Entertainment (1969)
- David Mason - Music In A Dolls House (1968)
- Jimmy Miller - Music In A Dolls House (1968)
- Glyn Johns - Family Entertainment (1969)
- George Chkiantz - todos os álbuns após A Song For Me (1970-1973)